# Boowentaarpen
Boowentaarpen (førfrisisk for overbyerne) betegner de i den sydlige del af øen Før beliggende landsbyer Goting, Vitsum, Borgsum samt den sydlige del af landsbyen Niblum. I administrativ henseende lå landsbyerne frem til den dansk-tyske krig 1864 i den kongerigske enklave Vesterland-Før (Ribe Amt) og hørte dermed unmiddelbart under Danmark med dansk ret. I kirkelig henseende hørte landsbyerne dog under Sankt Johannes Sogn (Tønder Amt) med slesvigsk kirkeret.
Den før-frisiske dialekt i landsbyerne kaldes også for Boowentaareps.